# Châtenois, Bas-Rhin
Châtenois (Bas-Rhin) là một xã trong tỉnh Bas-Rhin, thuộc vùng Grand Est của nước Pháp, có dân số là 3.373 người (thời điểm 1999).

## Thông tin nhân khẩu
| 1962  | 1968  | 1975  | 1982  | 1990  | 1999  |
| ----- | ----- | ----- | ----- | ----- | ----- |
| 2.634 | 2.798 | 2.954 | 3.005 | 3.020 | 3.373 |